# Chambers (serie televisiva)
Chambers è una serie televisiva statunitense di genere paranormale del 2019 creata e prodotta da Leah Rachel. Akela Cooper ha lavorato come showrunner.
La prima stagione, composta da 10 episodi, è stata distribuita da Netflix il 26 aprile 2019, in tutti i paesi in cui è disponibile.
Il 18 giugno 2019 Netflix ha cancellato la serie dopo una sola stagione.

## Trama
La serie si concentra su una giovane donna, Sasha Yazzie, che dopo essere sopravvissuta a un infarto, si mette a indagare sul mistero del cuore che le è stato trapiantato e le ha salvato la vita. Tuttavia, più Sasha si avvicina alla scoperta della verità sulla morte improvvisa del suo donatore, più inizia ad assumere le caratteristiche del defunto, alcune delle quali sono inquietanti e sinistre.

## Episodi
| Stagione       | Episodi | Pubblicazione USA | Pubblicazione Italia |
| -------------- | ------- | ----------------- | -------------------- |
| Prima stagione | 10      | 2019              | 2019                 |

## Accoglienza
Sull'aggregatore di recensioni Rotten Tomatoes, la prima stagione ha ottenuto un punteggio di approvazione del 38% con una media di 5,75 / 10, basata su 9 recensioni.
Su Metacritic, la prima stagione ha avuto un punteggio medio ponderato di 47 su 100, basato su 6 recensioni, che indicano "recensioni miste o medie".

## Promozione
A marzo 2019, i primi due episodi della serie sono stati proiettati in anteprima al Festival Internazionale delle serie televisive "Mania" a Lilla, in Francia.
Il 10 aprile 2019, è stato rilasciato il trailer ufficiale della serie.

## Luoghi delle riprese
Le riprese sono iniziate a metà giugno 2018 e si sono concluse il 30 ottobre dello stesso anno ad Albuquerque, nel Nuovo Messico.